# Scheinlappenbienen
Die Scheinlappenbienen (Panurginus) sind eine Gattung der Bienen aus der Familie Andrenidae mit etwa 30 Arten. Bienen dieser Gattung kommen sowohl in Nordamerika (Nearktis) als auch mit 18 Arten in der Palaearktis vor. Sie sind mit der Gattung Panurgus nahe verwandt. In Deutschland kommen die  Arten P. herzi und P. montanus vor, die im Allgäu und den Berchtesgadener Alpen zu finden sind. Eine dritte Art,  P. labiatus ist in Deutschland seit 1912 verschollen, kommt aber noch in Österreich (Burgenland, Niederösterreich) und in der Schweiz vor, P. serricatus kommt in der Schweiz und in Österreich vor.

## Merkmale
Die Scheinlappenbienen sind 5 bis 7 mm lang und ähneln kleinen schwarzen Sandbienen. Sie sind an den zwei Cubitalzellen im Vorderflügel und der geringen Größe zu erkennen. Die Männchen der heimischen Arten haben einen hellgelben Kopfschild (Clypeus).

## Lebensweise
Die Scheinlappenbienen fliegen von Juni bis August, haben nur eine Generation im Jahr und nisten im Boden. Sie graben ihre Nester in lückig bewachsenen Boden teilweise bis weit über die Waldgrenze.
Den Pollen transportieren die Weibchen mit Hilfe einer Bürste aus locker stehenden Haaren am Hinterbein. Der mit Nektar angefeuchtete Pollen umgibt dabei ringförmig die Hinterschiene ähnlich wie bei Melitturga.